# Дора Мар
Дора Мар (фр. Dora Maar; Тур, 22. новембар 1907 – Париз, 16. јул 1997), рођена као Анријет Теодора Марковић (фр. Henriette Theodora Markovic), била је француска сликарка, фотограф и песник. Позната је као Пикасова муза, коју је портретисао на бројним портретима током њихове бурне љубавне везе током 1930-их. Поред тога, Дора Мар је позната по бројним портретима Пикаса за време док је он сликао своју чувену Гернику.

## Биографија
Дора Мар (Dora Maar) (Теодора Марковић) била је ћерка познатог хрватског архитекте Јосипа Марковића из Сиска који је изградио читаве квартове по Буенос Аиресу. Архитекта Марковић се оженио Францускињом Лујзом Исевоазан 31. марта 1903. у цркви Св. Јурја на Трсату. Дора је живела на релацији Аргентина- Француска.
Дора Мар је почела студије сликарства у Паризу 1927, али се убрзо пребацила на студиј фотографије на École de Photographie de la Ville de Paris. У неколико наредних година афирмисала се као врсни портретиста истакнутих надреалиста; Андреа Бретона, Мен Реја, Пол Елијара..., али и као уметница вештих фото монтажа, портрета, актова, пејзажа, модних и рекламних фотографија и уличних сцена Париза, Лондона и Барселоне.

Са Паблом Пикасом Дора се упознала у јануару 1936. (имала је 29. година) на тераси кафеа Les Deux Magots у (Saint-Germain-des-Prés, Паризу), била је у друштву песника Пола Елијара а својом лепотом и изврсним шпанским фасцинирала је Пикаса. Постали су љубавници. Њихов однос трајао је готово девет година.
Пикасо је насликао бројне портрете тужне Доре (патила је јер је била стерилна) и звао је својом приватном музом. Након њиховог разлаза 1945. доживела је емоционални слом и дуго се опорављала. Писала је поезију и сликала апстрактне крајолике јужне Француске, повремено се бавила фотографијом.
Вреди поменути да је један портрет Доре Мар који је насликао Пабло Пикасо украден из једне саудијске јахте у Антибу између 7. и 11. марта 1999. године.